# Hans Larsen-Ledet
Hans Larsen-Ledet (9. juli 1921 – 15. november 2006) var husmand og medlem af Folketinget, valgt for Det Radikale Venstre i Aarskredsen.
Hans Larsen-Ledet var nevø af den legendariske afholdsagitator Lars Larsen-Ledet. Hans Larsen-Ledet var engageret i husmandsbevægelsen og var formand for De Samvirkende Jydske Husmandsforeninger fra 1966 til 1970 og for Randers Amts Husmandsforeninger frem til 1978, hvor han igen blev formand for De Samvirkende Jydske Husmandsforeninger. Det var han frem til 1987. I samme periode var han næstformand i Danske Husmandsforeninger, ligesom han fra 1980 til 1987 var medlem af Landbrugsrådets præsidium.
Folketingskarrieren begyndte i 1981 og varede til 1994, dog med et par års afbrydelse. Hans Larsen-Ledet var bl.a. sit partis landbrugsordfører og regnes af mange som den sidste radikale husmand på tinge.